# Vallianz控股
Vallianz控股有限公司，簡稱Vallianz控股（英語：Vallianz Holdings Limited，SGX：545），在2010年8月24日，被Swiber控股有限公司進行收購而設，以及透過當時已結業公司Enzer Corporation Limited，換取新加坡交易所凱利板上市，現時業務為全球海事支援、勘探、租賃等行業。
現時總裁為Anders Hagbarth Schau，主席為吳金德。而總部位於12 International Business Park Swiber@IBP #02-02 Singapore 609920。

## 連結
- VallianzHoldings.com （页面存档备份，存于）